# Наполеонова инвазија на Египат и Сирију
Наполеонова инвазија на Египат и Сирију део је Француских револуционарних ратова. Представља покушај Прве француске републике да у Египту формира своју колонију. Вођена је од 1798. до 1801. године и завршена је поразом Француза.

## Увод
Француска револуција која је избила 1789. године, изазвала је формирање коалиције европских држава против Француске. У борбама Прве коалиције, истакао се француски војсковођа Наполеон Бонапарта. Својим победама у Италији, Наполеон је стекао велики углед у Паризу. Већ 1797. године Наполеон се спремао да збаци Директоријум. Међутим, према његовим речима „требало је сачекати да плод сазри“ тј. да Директоријум потпуно изгуби углед у Француској. Директоријум је намеравао да изврши десант на Ирску како би задао ударац највећем противнику револуције – Енглеској. Међутим, Французи су знали да су изгледи да десант успе минимални. Због тога су одлучили да задају смртан ударац енглеској поморској трговини. Заузимањем Египта и његовим претварањем у француску колонију, енглеске везе са једном од њених најзначајнијих и најбогатијих колонија, Индијом, биле би пресечене. Наполеон је успео да убеди Директоријум да му дозволи да покрене поход на Египат. Инвазија Египта није имала више изгледа за успех од инвазије на Ирску. Међутим, Наполеон је планирао огромне радове: прокопавање канала који би спајао Средоземно и Црвено море, организовање бројних археолошких ископавања и др. Током експедиције, Наполеона су пратили бројни уметници и научници и на научном плану је експедиција била доста успешна. Упаво током Наполеонове експедиције на Египат, пронађен је Камен из Розете са кога је Жан Франсоа Шамполион 1822. године дешифровао хијероглифе, стварајући поље египтологије.

## Египат
Бонапарта је, на челу Оријенталне армије, из Тулона кренуо 19. маја 1798. године. Дана 10. јуна заузео је Малту заобишавши снаге Хорејшиа Нелсона. Малтешки витезови су пружили слаб отпор Наполеоновој војсци и нису били мотивисани за борбу и убрзо је у преговорима Валета предата Наполеону. У Египат се искрцао 1. јула, а већ следећег дана је заузео Александрију са 4.000 до 5.000 војника коју је Карим паша бранио са 500 људи. Народу Египта се представио као ослободилац од тиранске владе Мамелука и обновитеља власти турског султана. Британска флота је примећена у близини Александрије пре доласка француске флоте и да би се избего ризик поморске битке Бонапарта је закључио да би било сигурније да војска маршира већом брзином ка Каиру. На путу за Каиро сукобио се са Мамелуцима код Хебреиса 17. јула. Након ове победе уследила је још већа победа Француза у бици код Пирамида. Турски султан није схватио француски упад као помоћ већ је приступио Другој коалицији. У међувремену је дошло до устанка народа у Каиру који је сурово угушен 22. октобра. Наполеон се сада представљао као ослободилац египатског народа од турског јарма. Међутим, није наишао на велики одзив Египћана. За то време, француска флота на сидришту код Абукира потпуно је уништена у бици која је вођена 1. августа. Након ове битке Наполеон остаје без бродова и било какве доминације на Средозрмном мору и његов поход остаје везан искључиво за копно.
Наполеон није успео да добије подршку египатског становништва иако је издавао прогласе у којима представља себе као ослободиоца народа од османског и мамелучког угњетавања.
Француска војска је током напредовања кроз египатске и сиријске територије наилазила на отпор и нападе бедуинских племена бранећи своје логоре од стране окупације и успели су да поремете француску логистику изводећи више успешних напада. Огроман и неприступачан пустињски терен пружио је бедуинима природну предност, омогућавајући им да покрену ударне нападе на француске линије снабдевања и комуникационе руте. Ови напади не само да су пореметили логистичке операције француских снага, већ су и створили потребу за локалним гарнизонима и конвојима за француске логистичке линије које су одвлачиле људску снагу. Бедуинска племена, која имају далеко супериорније знање о пустињи и тактици герилског ратовања, искористила су своје познавање терена како би избегла конвенционалније организовану француску војску. Користећи своју мобилност и мајсторство у пустињи, бедуини су брзо нападали и повлачили се у огромна пространства, чинећи французима изазов да их прогоне и уђу у конвенционалну битку.
Побуна је достигла врхунац 1799. године, током које су бедуинска племена формирала лабаве савезе како би координирали нападе на француске испоставе, караване за снабдевање и рањиве положаје. Ови координирани напори су били инструментални у сејању раздора међу француским редовима и ометању њихове способности да консолидују контролу над регионом. Док је побуну бедуина првенствено карактерисала герилска тактика, било је случајева када су племена успела да остваре значајне победе против Француза. Успешне заседе и изненадни напади не само да су нанели жртве окупаторима, већ су и подривали морал француских снага, као и безбедност француских линија, доприносећи општој тешкоћи у одржавању контроле над пустињама. Упркос сталним нападима бедуинских племена, Французи су на крају задржали контролу у урбаним центрима. Међутим, стални притисак бедуина и логистички напор изазван њиховим нападима допринели су укупним потешкоћама са којима се суочавала француска војска.

## Сирија
Сазнавши да се из Сирије Турци спремају за упад у Египат, Наполеон им полази у сусрет свестан да неће моћи да се одбрани од османске војске ако га нападне из два правца као што је и био османски план. Заузео је Ел Ариш 19. фебруара, а 7. марта и Јафу, утврђење које је било стратешки битно за даље напредовање. Пред Акру је стигао 18. марта и започео опсаду града. Бранили су га Турци предвођени Ахмед ад-Џазар пашом. Помоћ су им пружале и британске снаге. У међувремену се читава Сирија дигла против француских освајача. Малобројна француска армија нашла се на непријатељској територији. Након тактичке победе над сиријском војском на брду Табор, Бонапарта се 16. априла враћа у Египат, свестан чињенице да француске трупе не би издржале налет отоманске армије која се приближавала Акри. Акра је издржала двомесечну опсаду. Французи су у повратку извршили покољ над становницима Јафе убивши 3000 људи.

## Повлачење
Одсечен од Француске британском флотом, а окружен непријатељски настројеним становништвом, Наполеон је био приморан да напусти Египат. Војску Мустафа-паше тукао је 25. јула код Абукира. Ноћу 23/24. августа 1799. године, са малобројном пратњом, напустио је Египат, предајући команду над египатском војском генералу Клеберу и упутио се у Париз где је исте године извршио државни удар и преузео власт укидајући Прву француску републику. Заједничком акцијом британске и турске војске, Французи су истерани из Египта 1801. године, након чега су Париским уговором 30. јануара 1802. године прекинута сва непријатељства између Француске и Отоманског царства, враћајући Египат османлијама.